# Жолковский замок
Жо́лковский за́мок (укр. Жо́вківський за́мок)  — памятник истории и архитектуры в городе Жолква (Львовская область, Украина). Адрес: площадь Вечевая. Замок является выдающимся сооружением эпохи возрождения на Украине.

## Строительство и архитектура

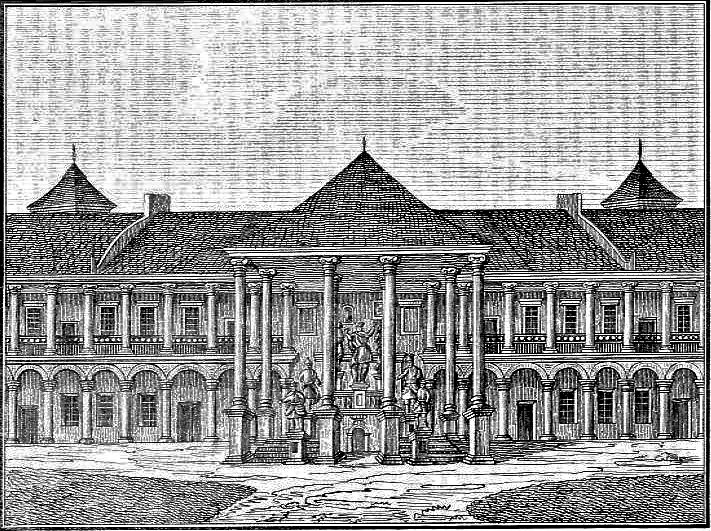
Жолковский замок, 1847

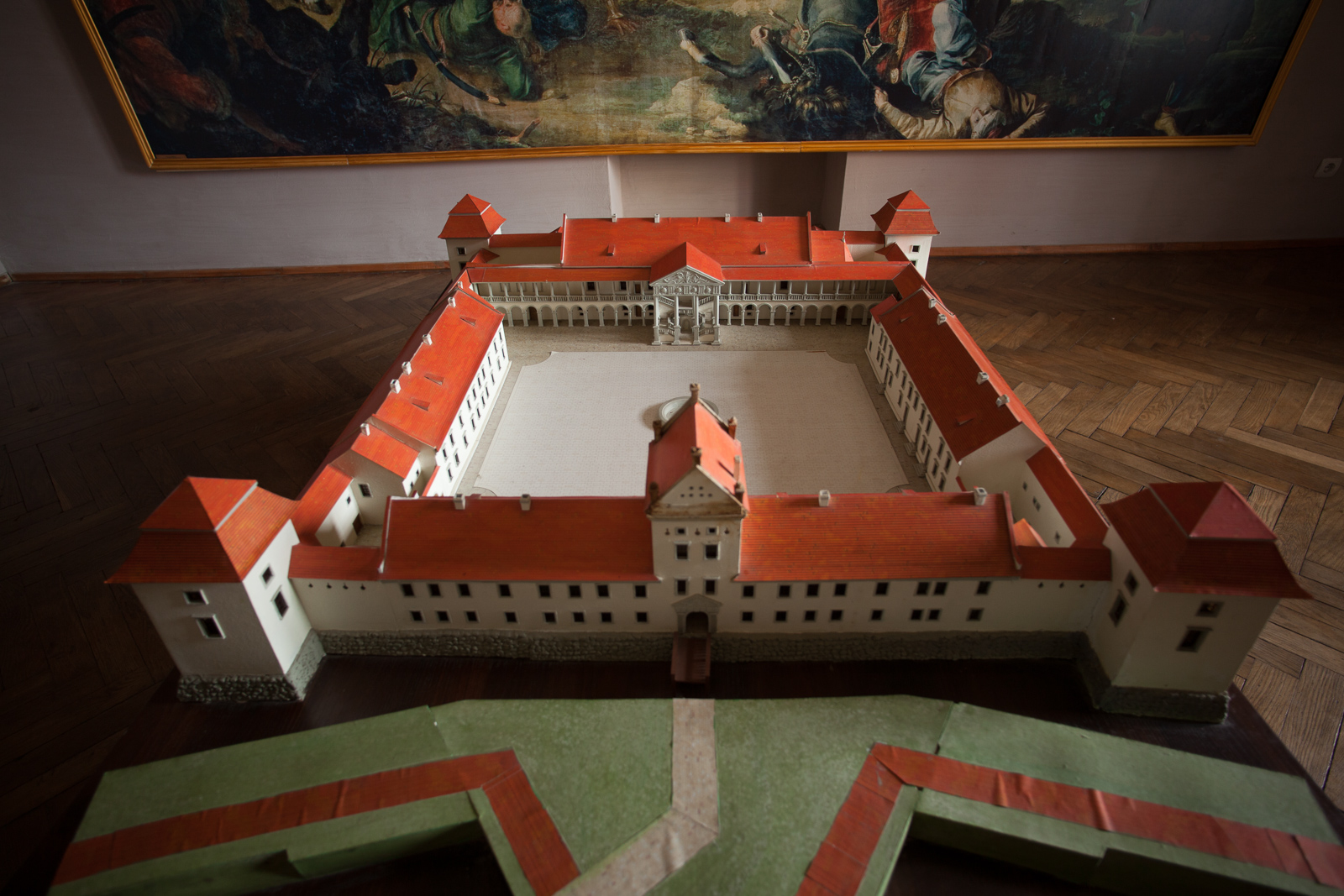
Макет замка

Замок, заложенный основателем города Станиславом Жолкевским в 1594 году, строился до 1606 года. Автором проекта был Павел Счастливый, позже замок строили Амброзий Благосклонный, Павел Римлянин и Пётр Бебер.
Замок сооружен из кирпича и камня. Четырёхугольный в плане с четырьмя пятиугольными трёхъярусными башнями на углах, окруженный рвом с водой не только извне, а и со стороны города, замок был хорошо защищен от вражеских нападений. Современный вид не отвечает старинному, так как не сохранились колонны, арки, изысканные скульптуры, ров, который доходил в ширине до 17 метров; сам замок просел в землю на 6-7 метров. Башни соединены крытыми галереями с бойницами с двухэтажными корпусами, которые образуют внутренний двор. По центру северо-западного крыла расположен въезд с порталом серлианского типа в стиле маньеризма. Над ним возвышается прямоугольная четырёхъярусная башня. У обеих башен юго-западного крыла образованы два малых дворика, отделенные от главного двора. На втором этаже замка находилась «татарня» (тюрьма), в которую помещали пленников-татар. Пленников использовали для строительства города. На верхнем ярусе башни сохранялись архивы замка.
Замок входил в фортификационную систему города, к его восточной и северной башням примыкали городские оборонные стены (сохранились лишь два въезда).
На фасаде замка были статуи первых четырёх владельцев Жолквы: Жолкевских, Даниловичей, Собеских, Радзивиллов. Во дворе находится дом, в котором жили владельцы города. Фронтальное крыло служило арсеналом, конюшней и жильем для солдат и прислуги. При конюшне находился каретный двор, а при арсенале — кузница. Восточное крыло было жильем для многочисленных гостей замка. В западном находились замковые кухни, пекарни, амбары. Перед этим крылом по дубовому водопроводу вытекала в корыто родниковая вода. В южном, дворцовом корпусе, содержались личные покои владельца замка, казна, парадные залы для официальных приёмов. К ним, на второй этаж, велели парадные ступеньки. К покоям владельца примыкала часовня, построенная в 1640 году. В 1606 году за замком Жолкевским был создан парк-зверинец, в котором разводили зубров, оленей, серн. Зверинец существовал до конца XVII столетия и дал название одним из городских ворот.

## История замка
В конце XVII столетия замок стал резиденцией Яна ІІІ Собеского, что предопределило дальнейшее украшение здания. Трофеи, привезенные из походов, пополнили художественную коллекцию, библиотеку, собрание оружия. Именно в замке в 1676 г. Ян ІІІ Собеский получал поздравления по случаю победы над турками под Веной.
В конце XVIII столетия замок продали на аукционе. Один из владельцев разобрал часть здания замка — не сохранились ни парадные ступеньки со статуями владельцев, ни часовня, ни западная башня. На протяжении XIX-XX столетий здесь находились городские и уездные учреждения, гимназия. В 1915 году замок был сожжен в результате военных действий между австро-германскими и русскими войсками. Восстановление началось в 1935 году (автор инженер-архитектор А. Лобос, руководил работами инженер Р. Новотный), но полностью не было завершено. Был отреставрирован входной портал, восстановлены в первоначальном виде формы окон и бойниц.
Замок был значительно повреждён во время Великой Отечественной войны, после чего его отстроили. Реставрационные работы проводились в 1972— 1976 годах. В советское время часть помещений передали в жилой фонд. Фактически, использование замка под жильё длилось вплоть до начала XXI века. Сейчас[когда?]

 замок нуждается в основательной реставрации, частично восстановлен только главный вход. На территории и в помещениях замка сейчас действует музей, адвокатская контора, ячейки нескольких политических партий, туристический информационный центр, а также общественный туалет.

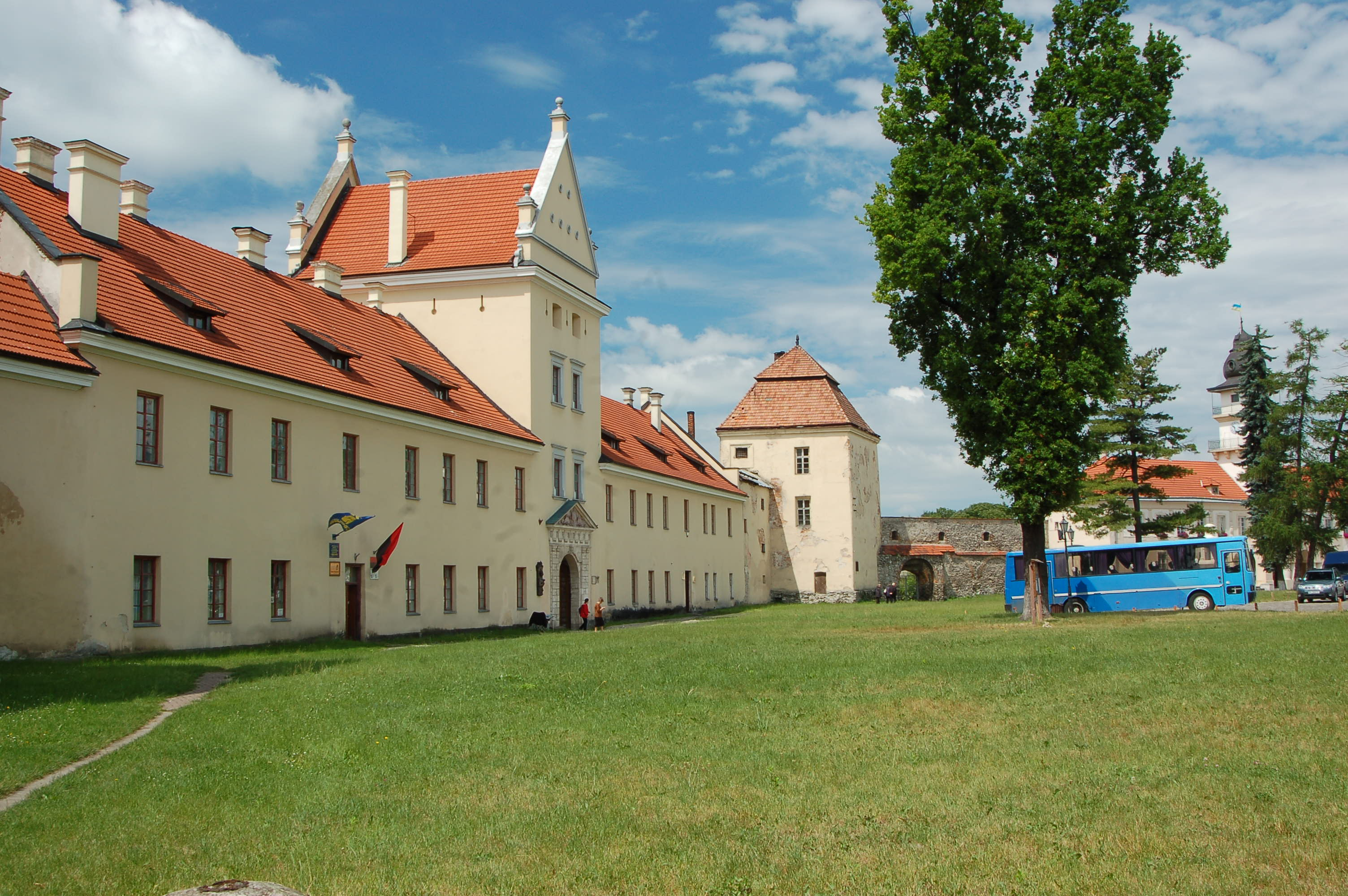
Элемент замка
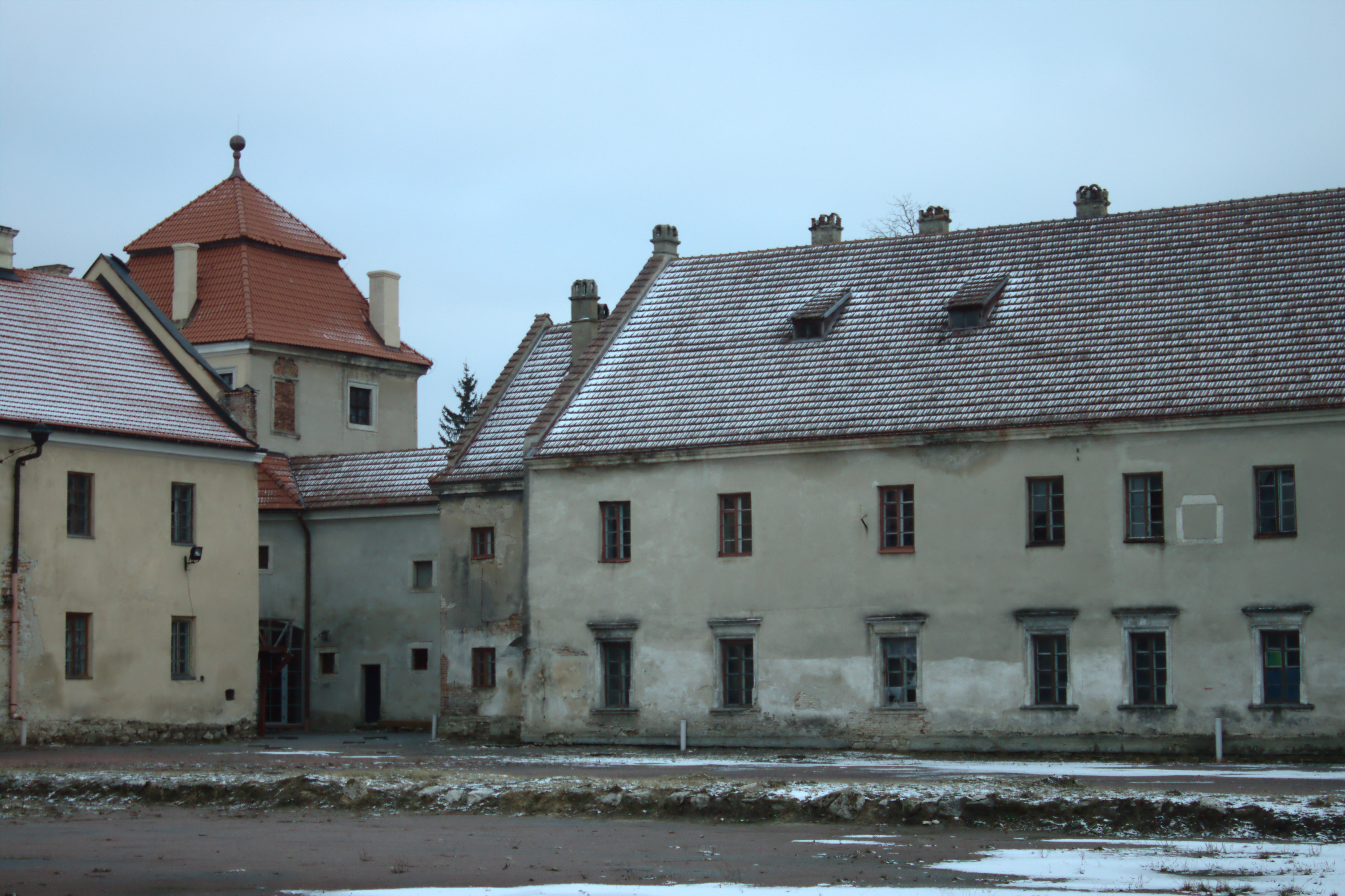
Двор замка
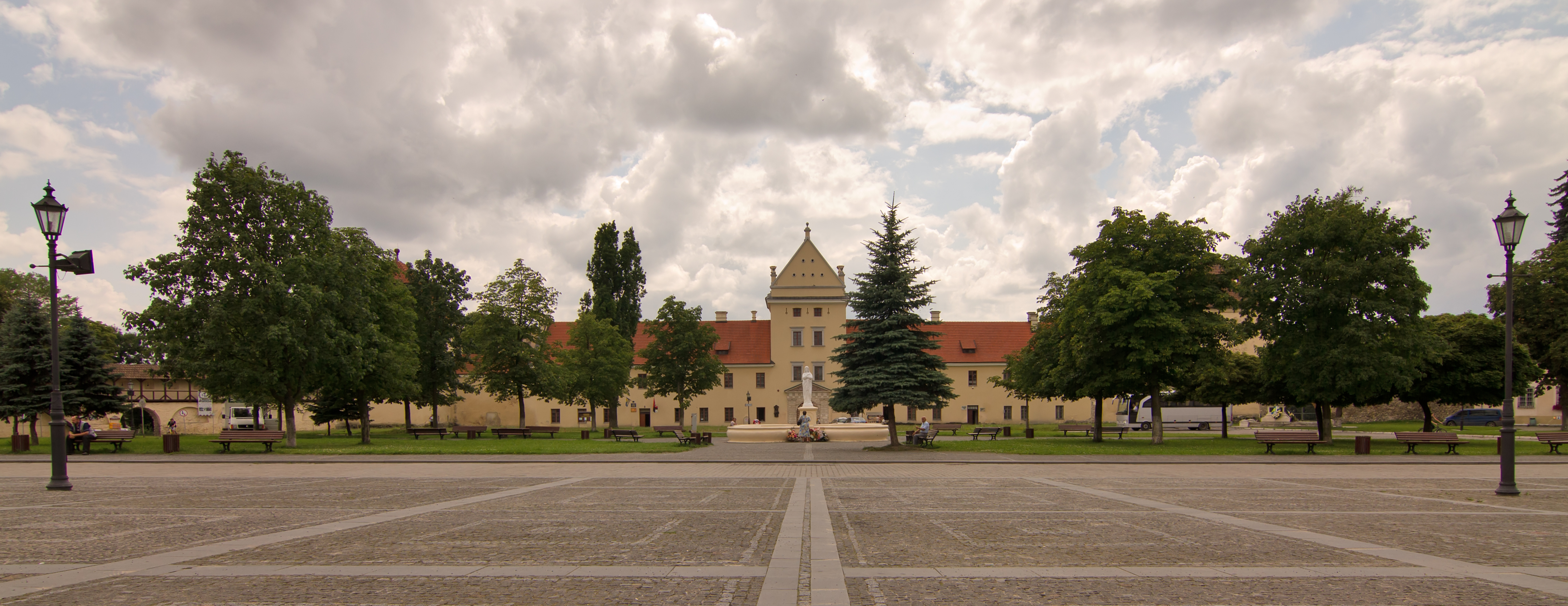
Фронтальная часть замка
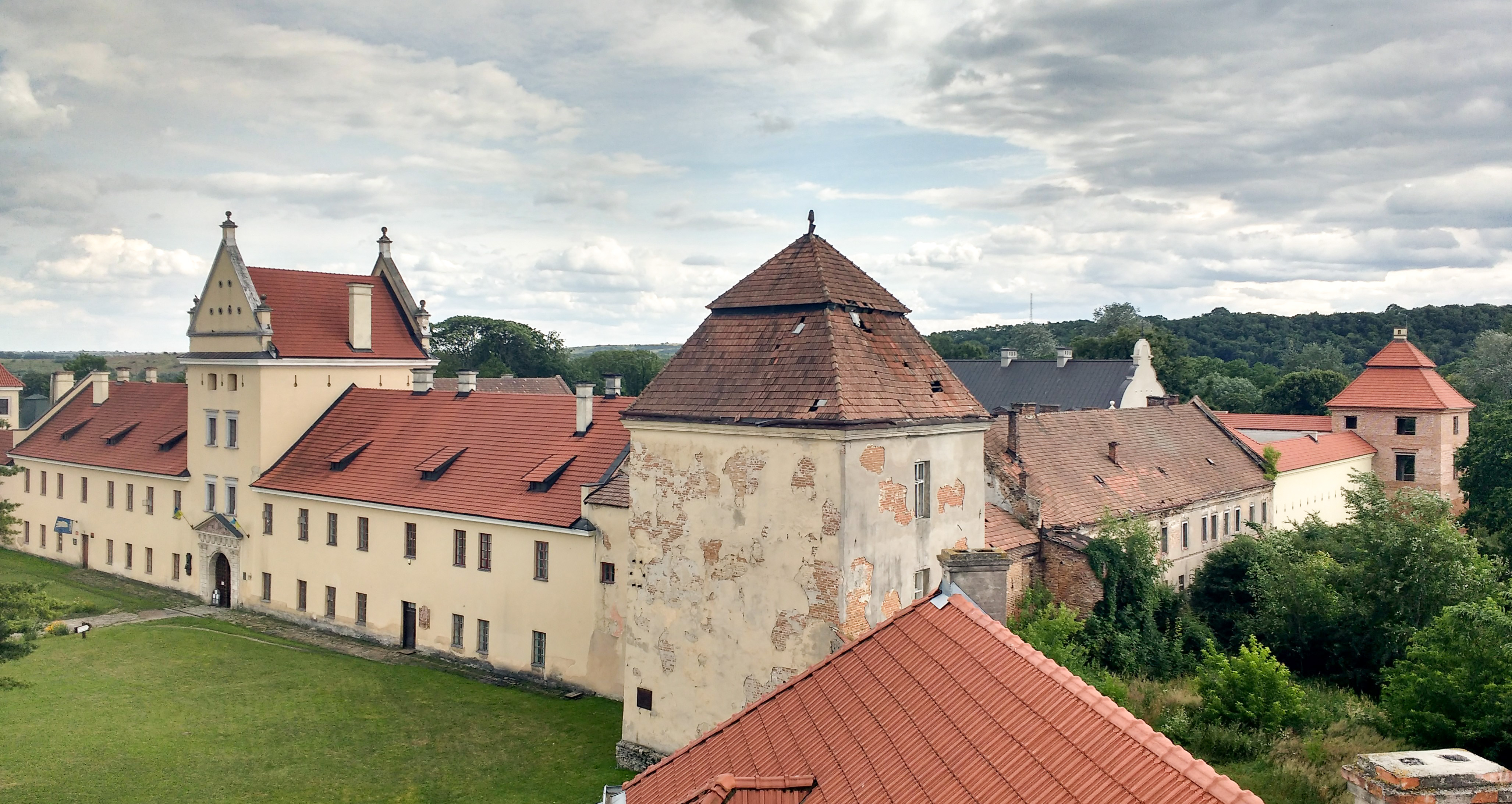
Элемент замка
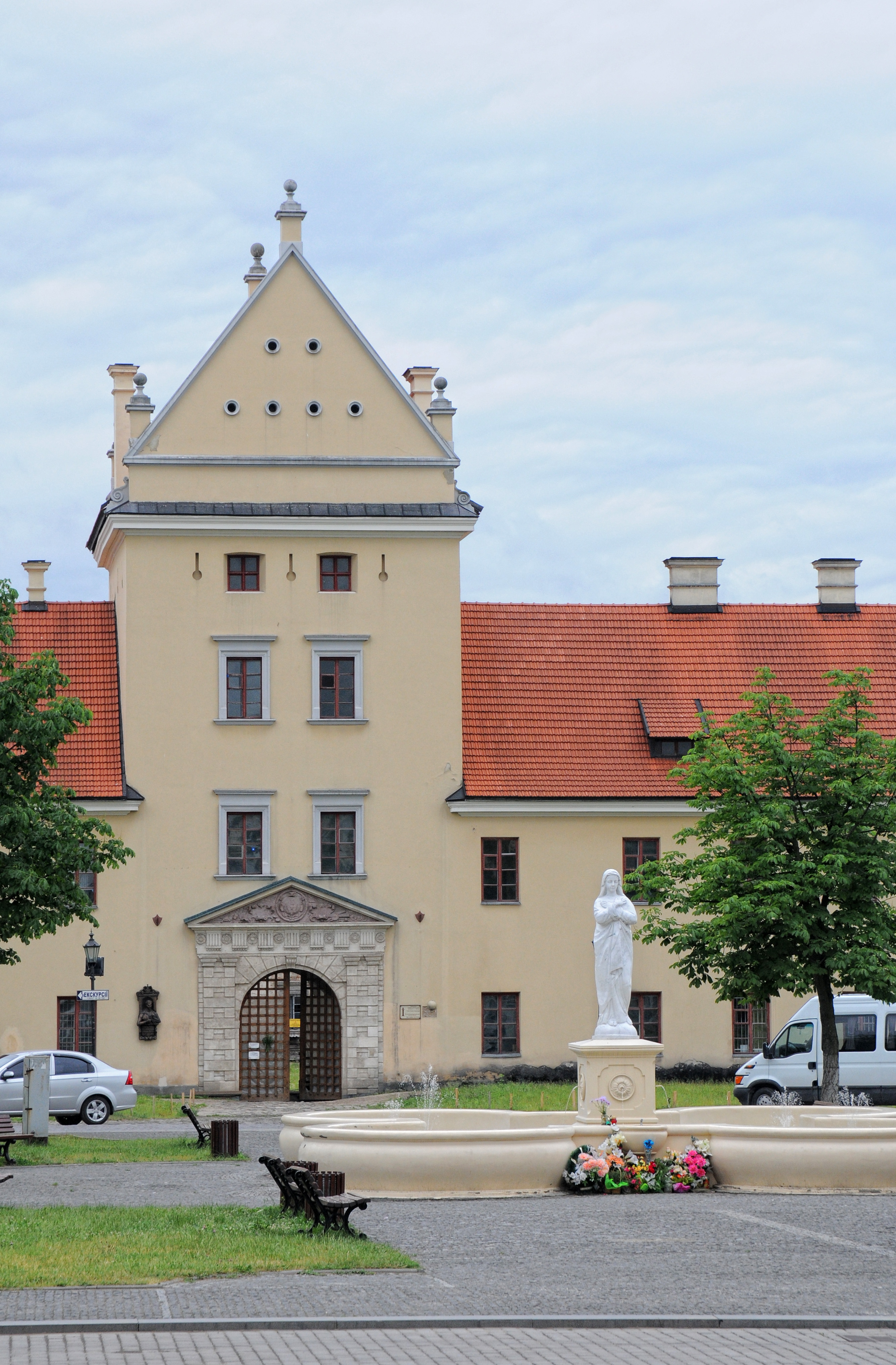
Центральный вход